# Diócesis de Wuhu
La diócesis de Wuhu (en latín: Dioecesis Uhuvensis y en chino: 天主教芜湖教区) es una circunscripción eclesiástica de la Iglesia católica en China. Se trata de una diócesis latina, sufragánea de la arquidiócesis de Anqing. Desde el 3 de mayo de 2006 su obispo es Joseph Liu Xinhong, aunque para el Anuario Pontificio está vacante desde el 4 de abril de 1969. La Asociación Patriótica Católica China suprimió la diócesis en 2001 al fusionarla con la arquidiócesis de Anqing (previamente fusionada con la prefectura apostólica de Tunxi) y la diócesis de Bengbu y erigir sin asentimiento de la Santa Sede la diócesis de Anhui.

## Territorio y organización
La diócesis extiende su jurisdicción sobre los fieles católicos de rito latino residentes en parte de la provincia de Anhui.
La sede de la nueva diócesis patriótica de Anhui se encuentra en la ciudad de Hefei, en donde se halla la Catedral de Santo Tomás, mientras que en Wuhu se encuentra la Catedral de San José, que era sede de la diócesis reconocida por la Santa Sede. 
En 1950 en la diócesis existían 24 parroquias.

## Historia
El vicariato apostólico de Anhui (Ngan-hoei) fue erigido el 8 de agosto de 1921 con el breve Ex hac Beati Petri del papa Benedicto XV, derivando el territorio del vicariato apostólico de Kiangnan (hoy arquidiócesis de Nankín).
El 3 de diciembre de 1924 tomó el nuevo nombre de vicariato apostólico de Wuhu en virtud del decreto Vicarii et Praefecti de la Congregación de Propaganda Fide.
El 21 de febrero de 1929 cedió parte de su territorio para la erección por el papa Pío XI de los vicariatos apostólicos de Anqing (hoy arquidiócesis, mediante el breve Ut aucto) y Bengbu (hoy diócesis de Bengbu mediante el breve Ea quae catholicae).
El 22 de febrero de 1937 cedió otra porción de su territorio para la erección de la prefectura apostólica de Tunxi mediante la bula Supremum Nostrum del papa Pío XI.
El 11 de abril de 1946 el vicariato apostólico fue elevado a diócesis con la bula Quotidie Nos del papa Pío XII.
El 24 de abril de 1949 la ciudad de Wuhu fue ocupada por el Partido Comunista de China, que se impuso en la guerra civil y proclamó la República Popular China el 1 de octubre de 1949. En 1951 China comunista y la Santa Sede rompieron relaciones diplomáticas, reconociendo la Santa Sede a la República de China en Taiwán como el legítimo gobierno chino. En 1952 el gobierno comunista chino expulsó al obispo Zenón Arámburu Urquiola y a otros misioneros extranjeros.
La Asociación Patriótica Católica China fue creada con el apoyo de la Oficina de Asuntos Religiosos de la República Popular de China en 1957, con el objetivo de controlar las actividades de los católicos en China. Su nombre público es Iglesia católica china y es referida como la "Iglesia oficial" en contraposición a la "Iglesia subterránea" o "Iglesia clandestina" leal a la Santa Sede.
En el período de 1966 a 1976 la Revolución Cultural se ensañó especialmente contra la religión, destruyéndose numerosas iglesias y el resto fueron ocupadas, el clero fue obligado a trabajar en otras tareas y las actividades religiosas fueron completamente prohibidas. En la década de 1980 las iglesias católicas ocupadas fueron devueltas gradualmente.
El 3 de julio de 2001 Asociación Patriótica Católica China unificó las tres diócesis (Anqing, Wuhu y Bengbu) en una única correspondiente al territorio de la provincia de Anhui, y llamó al nuevo distrito diócesis de Anhui, con sede en la capital provincial, Hefei. El obispo Joseph Zhu Huayu nunca fue reconocido por la Santa Sede y murió el 26 de febrero de 2005. En 1997 la arquidiócesis de Anqing (reducida previamente a diócesis) había incorporado el territorio de la prefectura apostólica de Tunxi.
El 3 de mayo de 2006 Joseph Liu Xinhong fue ordenado nuevo obispo de Anhui, sin el consentimiento previo de la Santa Sede, lo que provocó una postura oficial desde Roma.
El 22 de septiembre de 2018 se firmó en Pekín el Acuerdo provisional entre la Santa Sede y la República Popular de China sobre el nombramiento de los obispos. El 22 de octubre de 2020 el acuerdo fue prorrogado por otros dos años y en octubre de 2022 por otros dos años más.
Debido a la situación particular de la Iglesia católica en China, la Santa Sede no nombra obispos para las diócesis chinas, que son sedes oficialmente vacantes incluso en presencia de obispos reconocidos por Roma.

## Estadísticas
Según el Anuario Pontificio 1951 la diócesis tenía a fines de 1950 un total de 41 135 fieles bautizados.
| Año                                                                             | Población            | Población | Población      | Sacerdotes | Sacerdotes    | Sacerdotes    | Bautizados por sacerdote | Diáconos permanentes | Religiosos | Religiosos | Parroquias |
| Año                                                                             | Bautizados católicos | Total     | % de católicos | Total      | Clero secular | Clero regular | Bautizados por sacerdote | Diáconos permanentes | Varones    | Mujeres    | Parroquias |
| ------------------------------------------------------------------------------- | -------------------- | --------- | -------------- | ---------- | ------------- | ------------- | ------------------------ | -------------------- | ---------- | ---------- | ---------- |
| 1950                                                                            | 41 135               | 5 000     | 0.8            | 58         | 8             | 50            | 709                      |                      | 26         | 15         | 24         |
| Fuente: Catholic-Hierarchy, que a su vez toma los datos del Anuario Pontificio. |                      |           |                |            |               |               |                          |                      |            |            |            |

## Episcopologio
- Vicente Huarte San Martín, S.I. † (26 de abril de 1922-23 de agosto de 1935 falleció)
- Zenón Arámburu Urquiola, S.I. † (7 de julio de 1936-4 de abril de 1969 falleció)
  - Sede vacante
  - Francis Zhang Feng-zao † (27 de mayo de 1990 consagrado-6 de mayo de 1994 falleció)
  - Joseph Zhu Huayu † (2001-26 de febrero de 2005 falleció) (obispo de Anhui)[nota 1]
  - Joseph Liu Xinhong, consagrado el 3 de mayo de 2006 (obispo de Anhui)